# ロジャー・ディーキンス
ロジャー・アレクサンダー・ディーキンス（Roger Alexander Deakins, CBE、1949年5月24日 - ）は、イギリスの映画撮影監督。

## 経歴
バースのアート・カレッジBath School of Art and Designでグラフィック・デザインを学んでいたが、写真へ転向、National Film and Television Schoolで学ぶ。その後カメラマンやアシスタントとしてドキュメンタリー作品の撮影現場で働く。1975年から劇映画の撮影を手がけるようになり、1990年にはじめてアメリカ映画の撮影に携わる。特に1991年の『バートン・フィンク』以来、『バーン・アフター・リーディング』、『インサイド・ルーウィン・デイヴィス 名もなき男の歌』、『バスターのバラード』以外すべてのコーエン兄弟作品の撮影を手がけており、他にもサム・メンデス、ドゥニ・ヴィルヌーヴなどの監督作品に参加することが多い。
1994年に『ショーシャンクの空に』でアカデミー撮影賞に初ノミネートされて以降、「13回無冠のままノミネート」というジョージ・フォルシーと並ぶ記録を作り上げ、2007年の第80回アカデミー賞では、『ノーカントリー』と『ジェシー・ジェームズの暗殺』の2作品でダブルノミネートされるという、第45回アカデミー賞でロバート・サーティースが成し遂げて以来35年ぶりの快挙を果たしたが、やはり受賞には至らなかった。しかし、14回目のノミネートとなった、2017年の『ブレードランナー 2049』で遂に念願の初受賞を果たし、その僅か2年後には『1917 命をかけた伝令』で2回目となるオスカー受賞を果たした。また、本作で5度目となる英国アカデミー賞 撮影賞を受賞し、同部門における歴代最多受賞の記録を樹立した
長年フィルムによる撮影を行ってきたが、2011年の『TIME/タイム』からデジタルシネマに移行している。

## 主な作品
撮影監督作品
★ … アカデミー撮影賞受賞作品、 ☆ … 同ノミネート作品
- 1984 Nineteen Eighty-Four （1984年）
- シド・アンド・ナンシー Sid and Nancy （1986年）
- 白い炎の女 White Mischief （1987年）
- ストーミー・マンディ Stormy Monday （1988年）
- 愛と野望のナイル Mountains of the Moon （1990年）
- ロング・ウォーク・ホーム The Long Walk Home （1990年）
- バートン・フィンク Barton Fink （1991年）
- 殺人課 Homicide （1991年）
- パッション・フィッシュ Passion Fish （1992年）
- サンダーハート Thunderheart （1992年）
- 秘密の花園 The Secret Garden （1993年）
- 未来は今 The Hudsucker Proxy （1994年）
- ショーシャンクの空に The Shawshank Redemption （1994年） ☆
- デッドマン・ウォーキング Dead Man Walking （1995年）
- ファーゴ Fargo （1996年） ☆
- 戦火の勇気 Courage Under Fire （1996年）
- クンドゥン Kundun （1997年） ☆
- ビッグ・リボウスキ The Big Lebowski （1998年）
- マーシャル・ロー The Siege （1998年）
- ザ・ハリケーン The Hurricane （1999年）
- 地上より何処かで Anywhere But Here （1999年）
- オー・ブラザー! O Brother, Where Art Thou? （2000年） ☆
- バーバー The Man Who Wasn't There （2001年） ☆
- ビューティフル・マインド A Beautiful Mind （2001年）
- ディボース・ショウ Intolerable Cruelty （2003年）
- 砂と霧の家 House of Sand and Fog （2003年）
- レディ・キラーズ The Ladykillers （2004年）
- ヴィレッジ The Village （2004年）
- ジャーヘッド Jarhead （2005年）
- ジェシー・ジェームズの暗殺 The Assassination of Jesse James by the Coward Robert Ford （2007年） ☆
- ノーカントリー No Country for Old Men （2007年） ☆
- ダウト〜あるカトリック学校で〜 Doubt （2008年）
- レボリューショナリー・ロード/燃え尽きるまで Revolutionary Road （2008年）
- 愛を読むひと The Reader （2008年） ☆　※クリス・メンゲスと連名
- シリアスマン A Serious Man （2009年）
- トゥルー・グリット True Grit （2010年） ☆
- カンパニー・メン The Company Men （2011年）
- TIME/タイム In Time （2011年）
- 007 スカイフォール Skyfall （2012年） ☆
- プリズナーズ Prisoners （2013年） ☆
- 不屈の男 アンブロークン Unbroken （2014年） ☆
- ボーダーライン Sicario （2015年） ☆
- ヘイル、シーザー! Hail, Caesar!  (2016年)
- ブレードランナー 2049 Blade Runner 2049 （2017年） ★
- ザ・ゴールドフィンチ The Goldfinch (2019年)
- 1917 命をかけた伝令 1917 （2019年）★
- エンパイア・オブ・ライト Empire of Light (2022年)

ヴィジュアル・コンサルタント作品
- WALL・E WALL-E （2008年）
- ヒックとドラゴン How to Train Your Dragon  （2010年）
- ランゴ Rango  （2011年）
- ガーディアンズ 伝説の勇者たち Rise of the Guardians  （2012年）
- クルードさんちのはじめての冒険 The Croods  （2013年）
- ヒックとドラゴン2 How to Train Your Dragon 2  （2014年）

## 史上最高の映画ベスト10
2013年に彼が選んだ「史上最高の映画ベスト10」を記した手書きのメモが公開された。
- 1位『ワイルドバンチ』(サム・ペキンパー監督)
- 2位『炎628』(エレム・クリモフ監督)
- 3位『甘い生活』(フェデリコ・フェリーニ監督)
- 4位『博士の異常な愛情』(スタンリー・キューブリック監督)
- 5位『サムライ』(ジャン＝ピエール・メルヴィル監督)
- 6位『影の軍隊』(ジャン＝ピエール・メルヴィル監督)
- 7位『ウエスタン』(セルジオ・レオーネ監督)
- 8位『若者のすべて』(ルキノ・ヴィスコンティ監督)
- 9位『さすらいの二人』(ミケランジェロ・アントニオーニ監督)
- 10位『パリ、テキサス』(ヴィム・ベンダース監督)